# Vigil Pescosta

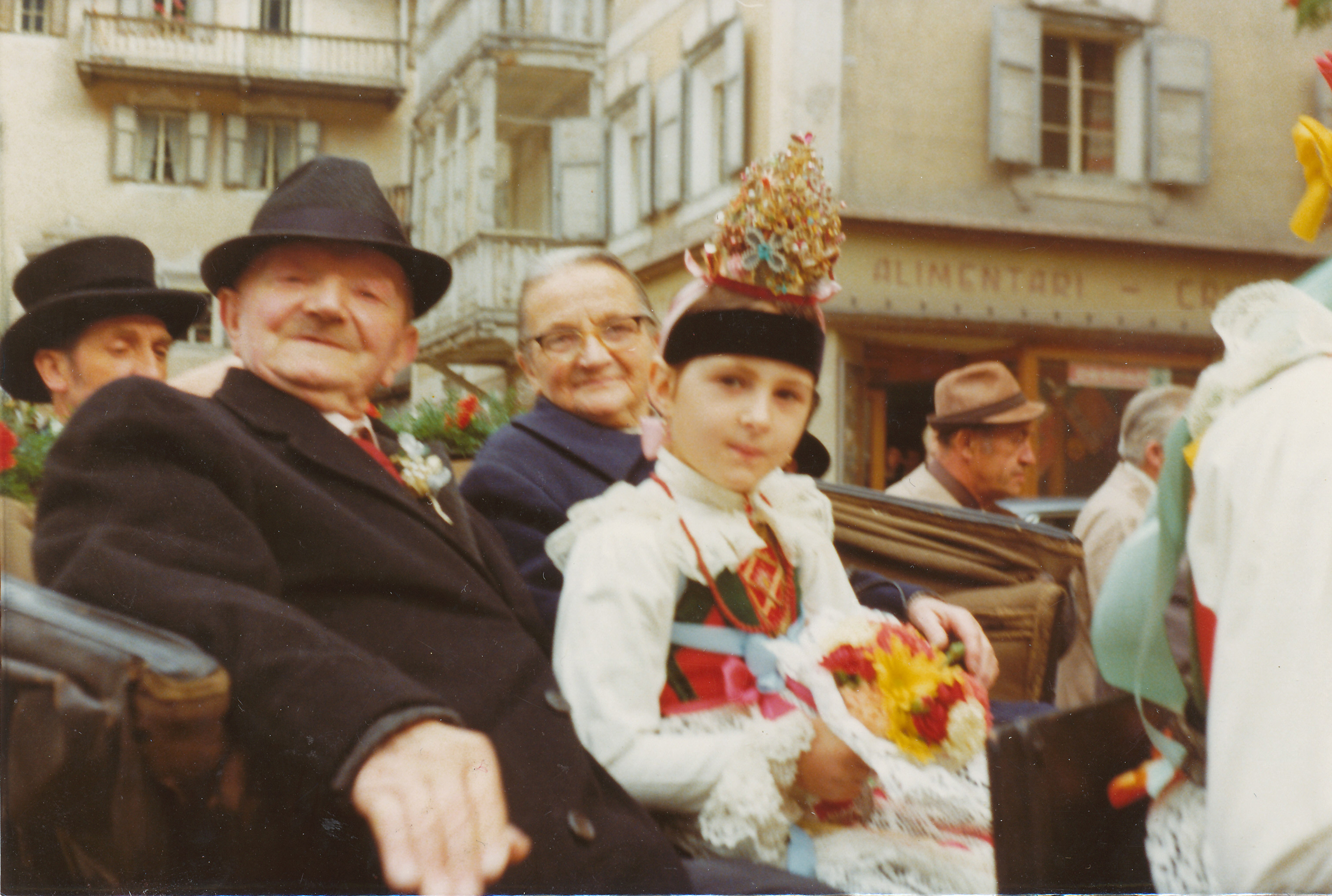
Vigil Pescosta mit Mädchen in Grödner Tracht und Gattin bei einem Festumzug in St. Ulrich.

Vigil Pescosta, auch Vigil da Banch genannt (* 21. Mai 1886 in Kolfuschg; † 21. November 1981 in St. Ulrich in Gröden), war ein Grödner Bildhauer.

## Leben
Am Hof Run geboren, zog Pescosta wie zwei weitere seiner drei Brüder in seiner Jugend nach Gröden. Während die anderen Maler und Tischler wurden, wandte sich Vigil Pescosta der Bildhauerei zu. Der erste Lehrmeister Pescostas war Anton Runggaldier-Passua, weiters arbeitete er in der Werkstatt des Rudolf Moroder, bis er eine eigene Werkstatt öffnete.
Nach dem Ersten Weltkrieg, in den er als Soldat einrücken musste, wurde er vom Schulinspektor und Bildhauer Romano Romanelli beauftragt, in der Kunstschule St. Ulrich tätig zu werden. An der Pariser Weltausstellung 1925, an der die Kunstschule durch Anregung des Direktors Guido Balsamo Stella teilnahm, wurde Pescosta für sein Werk „St. Petrus, der das Netz wirft“ mit einem 1. Preis ausgezeichnet.
Der italienische Künstler Gino Colonesi, der dieses Werk bewunderte, lud Pescosta nach Ferrara, um mit ihm ein Bronzemonument zu schaffen. Romanelli bewirkte auch, dass Pescosta nach Vicenza zum Steinbildhauer Cingolo ging, wo er drei Jahre lang die Bildhauerei in Marmor und Stein lernte.
Pescosta wurde dann in Padua und an der Kunsthochschule ISIA Istituto Superiore di Industrie Artistiche in Monza, wiederum unter der Leitung des inzwischen aus Gröden entlassenen Guido Balsamo Stella, mit dem Kunstunterricht beauftragt.
In Monza arbeitete er in der Werkstatt Arturo Martinis. Pescosta bedauerte, dass ein in Holz geschnitztes Werk von ihm, eine Mutter mit drei Kindern, die das Ertrinken ihres Mannes im Meer miterleben musste, darstellend, mit dem Namen des weitaus bekannteren Martini an der Quadriennale in Rom ausgestellt und ausgezeichnet wurde. Dieses Werk ist in der Galleria d’Arte Moderna immer noch mit der Zuweisung an Martini in Turin ausgestellt. Nachdem die Kunstschule in Monza geschlossen worden war, wurde Pescosta nach Mailand berufen, er lehnte jedoch aus familiären Gründen ab und kehrte nach Gröden zurück, wo er an der Kunstschule in St. Ulrich noch zwei Jahre lang unterrichtete.
Pescosta war noch im Alter von über 90 Jahren als Bildhauer tätig.
Pescosta war mit Sefa Vinatzer vermählt und hatte eine Tochter namens Anna, die den Bildhauer Siegfried Moroder, Sohn Rudolfs, seinen Lehrmeister, heiratete.
Pescosta lernte von seinem Nachbarn Jocl Kastlunger schon in seiner Kindheit das Schifahren. Dieser war mit dem Bau der Bamberger Hütte auf der Sella beauftragt worden. In Bamberg hatte Kastlunger die Ausrüstung erhalten und dort um 1893 die Skitechnik erlernt. Pescosta wurde von den Bauern und Mitbewohnern dafür bewundert, wie er im Winter rasch im Tiefschnee herumkam, um die Füchse einzusammeln, die in Fallen gefangen wurden.
Pescosta war auch als Bergführer tätig und gründete mit Luis Trenker, Ludwig Schmalzl, Hans Jrasek und anderen den „Alpen Ski Club Ladinia“ in St. Ulrich im Jahr 1908. Am 3. Februar 1908 wurde auf Initiative Pescostas am Dantercëpies das erste Schirennen Grödens veranstaltet.

## Werke
- Statue des Papstes Pius X. im Dom von Feltre